# Aphelochaeta monilaris
Aphelochaeta monilaris är en ringmaskart som beskrevs av Hartman 1960. Aphelochaeta monilaris ingår i släktet Aphelochaeta och familjen Cirratulidae.
Artens utbredningsområde är Mexikanska golfen. Inga underarter finns listade i Catalogue of Life.